# Olga Parfinenko
Olga Parfinenko es una deportista rusa que compitió en triatlón. Ganó dos medallas de plata en el Campeonato Mundial de Triatlón de Invierno en los años 2014 y 2016, y dos medallas de oro en el Campeonato Europeo de Triatlón de Invierno en los años 2015 y 2016.

## Palmarés internacional
| Campeonato Mundial | Campeonato Mundial | Campeonato Mundial | Campeonato Mundial |
| Año                | Lugar              | Medalla            | Prueba             |
| ------------------ | ------------------ | ------------------ | ------------------ |
| 2014               | Cogne (Italia)     | Medalla de plata   | Individual         |
| 2016               | Zeltweg (Austria)  | Medalla de plata   | Individual         |
| Campeonato Europeo |                    |                    |                    |
| Año                | Lugar              | Medalla            | Prueba             |
| 2015               | Reinosa (España)   | Medalla de oro     | Individual         |
| 2016               | Otepää (Estonia)   | Medalla de oro     | Individual         |